# José Maria da Silva Maia
José Maria da Silva Maia (* 12. Dezember 1956 in Benjamin Constant) ist ein brasilianischer Kommunalpolitiker.

## Werdegang
José Maria da Silva Maia ist Mitglied des Partido Social Democrático (PSD). Bei den Kommunalwahlen 2012 wurde er zum Präfekten der Stadt Borba gewählt. Er war hier zuständig für eine Bevölkerung von über 35.000 Einwohnern und einer Gemeindefläche von 44.236 km² Amazonas-Regenwald. Seine Amtszeit dauerte vom 1. Januar 2013 bis 31. Dezember 2016.